# Albrecht Graf von Rechberg
Albrecht Graf von Rechberg und Rothenlöwen zu Hohenrechberg (* 23. September 1920 in Schräbsdorf, Kreis Frankenstein, Niederschlesien; † 30. Mai 2013 in München) war ein deutscher Jurist, der viele Jahre dem bayerischen Malteser Hilfsdienst vorstand und von 1980 bis 1988 Vizepräsident des Malteser Hilfsdienstes in Deutschland war.

## Leben
Die Vorfahren von Rechbergs entstammen dem schwäbischen Adelsgeschlecht der Rechberg und Rothenlöwen. Er selbst wurde ein Jahr nach der Abschaffung der Adelsprädikate, die Teil des Namens wurden, geboren.
Seine Eltern waren Wolfgang Graf von Rechberg und Rothenlöwen zu Hohenrechberg (1883–1971) und Maria Franziska Gräfin Strachwitz von Groß-Zauche und Camminetz (1896–1974). Er war das zweite von insgesamt fünf Kindern. Sein ältester Bruder Friedrich-Ernst (1919–1965) und seine jüngste Schwester Elisabeth (1930–1999) sind bereits verstorben.
Im Februar 1951 legte er an der Juristischen Fakultät der Universität München seine Promotionsschrift vor und war später Leiter der Rechtsabteilung der Bayerischen Vereinsbank.
Er war seit 1962 mit Freude-Marie Freiin Varnbüler von und zu Hemmingen (1931–2020), jüngstes von drei Kindern des Max Heinrich Freiherr Varnbüler von und zu Hemmingen (1889–1972) und der Ellen Hoesch (1900–?) verheiratet, mit der er die drei Kinder Ulrich (* 1962), Maria Katharina (1964–1978) und Thomas (* 1967) hatte. Seine Tochter verstarb an den Folgen eines Lawinenunglücks in Klosters.
Von Rechberg war Oboedienz-Großkreuzritter des Souveränen Malteser Ritterordens und ehrenamtlich für den Malteser Hilfsdienst in der Erzdiözese München und Freising tätig, langjähriger Diözesanleiter vom 25. März 1961 bis 28. Februar 1994, Landesbeauftragter in Bayern und von 1980 bis 1988 Vizepräsident des Malteser Hilfsdienstes in Deutschland.
Er verfasste Gedichte, die von Adolph Kurt Böhm vertont wurden.
Dr. Albrecht Graf von Rechberg verstarb am 30. Mai 2013 im Alter von 93 Jahren und wurde am 14. Juni 2013 auf dem Familienfriedhof in Oberelkofen beigesetzt.

## Ehrungen
- 1978: Bayerischer Verdienstorden
- 1991: Großes Verdienstkreuz der Bundesrepublik Deutschland
- 1992: Komturkreuz mit Stern des päpstlichen Silvesterordens
- 2004: Großkreuz des Verdienstordens Pro Merito Melitensi des Souveränen Malteserordens